# Teracotona immaculata
Teracotona immaculata là một loài bướm đêm thuộc phân họ Arctiinae, họ Erebidae.